# Élection présidentielle israélienne de 2007
L’élection présidentielle israélienne de 2007 se tient le 13 juin 2007. Elle pourvoit à la désignation du successeur du président sortant Moshe Katsav, suspendu de ses fonctions présidentielles depuis plusieurs mois alors qu'il fait l'objet d'accusations de viol. 
Des trois candidats en lice pour cette élection, l'ex-Premier ministre Shimon Peres, soutenu par le parti centriste Kadima, domine le premier tour avec 58 voix contre 31 pour l'ex-président de la Knesset Reuven Rivlin, dont la candidature est appuyée par le Likoud, et 21 pour la députée travailliste Colette Avital. Après le retrait de ses deux adversaires, Peres est finalement élu président de l'État d'Israël à l'issue du second tour, après avoir obtenu 86 voix. 
Son septennat commence le 15 juillet 2007, après un bref intérim exercé par la présidente de la Knesset Dalia Itzik.

## Contexte
Le président de l'État d'Israël, qui dispose de peu de pouvoir, assume un rôle, pour l'essentiel, fort protocolaire. Le 31 juillet 2000, les 120 parlementaires de la Knesset ont élu l'ancien ministre Moshe Katsav, candidat du Likoud, par 63 voix contre 57 à Shimon Peres, soutenu par le Parti travailliste ; le résultat du scrutin surprend, tant Peres semblait être le favori de l'élection. 
En 2007, cette élection se déroule dans un climat de défiance à l'égard du président Katsav, soupçonné de viol, de fraude et d'obstruction à la justice, qui est suspendu de ses fonctions depuis le mois de janvier. Elle se tient dans un contexte politique particulièrement difficile : depuis les élections législatives de 2006, un gouvernement de coalition (Kadima - Parti travailliste - Shas - Gil), dirigé par le controversé Ehud Olmert, gère les affaires du pays ; or, cette coalition semble instable, fragile, et ce à la suite de la campagne militaire au Liban de l'été 2006 et dans la bande de Gaza.

## Modalités du scrutin
Un vote à la majorité absolue de la Knesset (soit 61 voix) désigne directement le nouveau président. Si aucun candidat n'est élu après les trois premiers tours de vote, un dernier tour est organisé où la majorité relative suffit.
Il est élu pour une durée de sept ans et n'est pas rééligible (avant la réforme de 1999, le mandat présidentiel était de 5 ans et pouvait être renouvelé une fois). Tout(e) citoyen(ne) israélien(ne) qui réside en Israël peut être éligible. Le rôle n'interfère pas sur la Knesset ou le gouvernement afin de préserver le président de toute influence partisane.
La fin anticipée du mandat présidentiel peut être provoquée par la démission du président ou par une décision prise par les trois quarts des parlementaires de la Knesset pour le destituer pour sa conduite ou pour incapacité à conduire le mandat. Il n'existe pas de vice-président et la fonction présidentielle est exercée à titre intérimaire par le président de la Knesset dans le cas d'incapacité temporaire du président. Il en est de même en cas de vacance définitive, en ce cas une élection présidentielle anticipée est alors convoquée devant la Knesset.

## Candidats
Les candidats en lice pour succéder à Moshe Katsav sont :
- Shimon Peres (Kadima), ancien Premier ministre et vice-Premier ministre du gouvernement Olmert chargé de la Coopération régionale.
- Reuven Rivlin (Likoud), ancien président de la Knesset.
- Colette Avital (Parti travailliste), députée

## Campagne électorale
Bien que Colette Avital ait été la première à annoncer son intention de briguer la présidence de l'État, soutenue par l'ancien Premier ministre Ehud Barak (lui-même candidat à la direction du Parti travailliste), la plupart des parlementaires travaillistes à la Knesset apparaissent plus enclins à soutenir leur ancien dirigeant Shimon Peres.
Toutefois, le conseiller de campagne de Peres lui a déconseillé à la mi-mai de se présenter, estimant qu'une défaite supplémentaire dans sa carrière serait désastreuse pour son image et supposant qu'un scrutin à bulletins secrets ne mettait pas Peres dans des conditions favorables pour le gagner. Ce conseil vient après qu'une proposition de loi (dite « loi Peres »), visant à faire de cette élection un scrutin à bulletins ouverts, a été repoussée pour une échéance plus lointaine à la demande de celui qui l'avait proposée, Yoel Hasson, membre de Kadima.
Le 28 mai 2007, Peres est officiellement soutenu par le parti Kadima, créé par Ariel Sharon.
Le Rabbin Lau a été encouragé à ne pas se présenter par l'ancienne journaliste et membre de la Knesset, Shelly Yachimovich, qui estime qu'en cas de confirmation de cette candidature, « certaines histoires de son passé pourraient ressurgir, notamment certaines qui ne sont pas connues publiquement ».

## Résultats
|                          | Shimon Peres             | Kadima                   | 58      | 50,00   | 86      | 78,90   |  |  |
|                          | Reuven Rivlin            | Likoud                   | 37      | 31,90   |         |         |  |  |
|                          | Colette Avital           | HaAvoda                  | 21      | 18,10   |         |         |  |  |
|                          | Contre Shimon Peres      | Contre Shimon Peres      |         |         | 23      | 21,10   |  |  |
|                          |                          |                          |         |         |         |         |  |  |
| Majorité requise         | Majorité requise         | Majorité requise         | 61 voix | 61 voix | 61 voix | 61 voix |  |  |
|                          |                          |                          |         |         |         |         |  |  |
| Suffrages exprimés       | Suffrages exprimés       | Suffrages exprimés       | 116     | 96,67   | 109     | 91,60   |  |  |
| Votes blancs et nuls     | Votes blancs et nuls     | Votes blancs et nuls     | 4       | 3,33    | 10      | 8,40    |  |  |
| Total                    | Total                    | Total                    | 120     | 100     | 119     | 100     |  |  |
| Abstention               | Abstention               | Abstention               | 0       | 0,00    | 1       | 0,83    |  |  |
| Inscrits / Participation | Inscrits / Participation | Inscrits / Participation | 120     | 100     | 120     | 99,17   |  |  |